# Змеевка (приток Пышмы)
Змеевка (в верховье Заевка; старинное название реки — Кыла) — река в России, протекает по Тугулымскому району Свердловской области. Устье реки находится в 233 км по правому берегу реки Пышма. Длина реки составляет 13 км.

## Название
В прошлом река называлась Кыла. В Хорографической книги Сибири (1697—1711 гг.) отмечена как река Кыла.

## Данные водного реестра
По данным государственного водного реестра России относится к Иртышскому бассейновому округу, водохозяйственный участок реки — Пышма от Белоярского гидроузла и до устья, без реки Рефт от истока до Рефтинского гидроузла, речной подбассейн реки — Тобол. Речной бассейн реки — Иртыш.
Код объекта в государственном водном реестре — 14010502212111200008249.

## Населённые пункты
- Луговая

## Притоки
- Треуховка